# Paus Cyrillus IV van Alexandrië

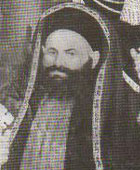
Paus Cyrillus IV van Alexandrië

Paus Cyrillus IV van Alexandrië (Koptisch: Ⲡⲁⲡⲁ Ⲁⲃⲃⲁ Ⲕⲩⲣⲓⲗⲗⲟⲩ ⲇ̅), geboren als Daoud (David) in 1816, was van 1854-1861 de 110e Koptisch-orthodoxe patriarch van Alexandrië. Tijdens zijn ambtsperiode heeft een reorganisatie van de Koptisch-Orthodoxe Kerk plaatsgevonden, die een grote opleving van het geloof tot resultaat had. Deze patriarch die door de Kopten "Vader van de wedergeboorte" wordt genoemd, richtte vele scholen op, waaronder een van de eerste meisjesscholen in Egypte. Hij opende een drukkerij, organiseerde het werk van de diakens en deed veel voor het onderwijs van de Koptische taal. Hij ijverde voor samenwerking tussen de Oosters-orthodoxe kerken, door een beter begrip en nauwere contacten.
Marcus I · Anianus · Avilius · Kedron · Primus · Justus · Eumenes · Marcianus · Celadion · Agrippinus · Julianus · Demetrius · Heraclas · Dionysius · Maximus · Theonas · Petrus I · Achillas · Alexander I · Athanasius · Petrus II · Timoteüs I · Theophilus · Cyrillus I · Dioscorus I · Timoteüs II · Petrus III · Athanasius II · Johannes I · Johannes II · Dioscorus II · Timoteüs III · Theodosius I · Doroteüs · Damianus · Anastasius · Andronicus · Benjamin I · Agatho · Johannes III · Isaak · Simeon I · Alexander II · Cosmas I · Theodosius II · Michaël I · Mina I · Johannes IV · Marcus II · Jacobus · Simeon II · Jozef I · Michaël II · Cosmas II · Sjenoeda I · Michaël III · Gabriël I · Cosmas III · Macarius I · Theofilus II · Mina II · Abraham · Filoteüs · Zacharias · Sjenoeda II · Christodulus · Cyrillus II · Michaël IV · Macarius II · Gabriël II · Michaël V · Johannes V · Marcus III · Johannes VI · Cyrillus III · Athanasius III · Johannes VII · Gabriël III · Johannes VII · Theodosius III · Johannes VIII · Johannes IX · Benjamin II · Petrus V · Marcus IV · Johannes X · Gabriël IV · Matteüs I · Gabriël V · Johannes XI · Matteüs II · Gabriël VI · Michaël VI · Johannes XII · Johannes XIII · Gabriël VII · Johannes XIV · Gabriël VIII · Marcus V · Johannes XV · Matteüs III · Marcus VI · Matteüs IV · Johannes XVI · Petrus VI · Johannes XVII · Marcus VII · Johannes XVIII · Marcus VIII · Petrus VII · Cyrillus IV · Demetrius II · Cyrillus V · Johannes XIX · Macarius III · Jozef II · Cyrillus VI · Sjenoeda III · Theodorus II